# Castillo De Los Templarios
Castillo De Los Templarios är ett slott i Spanien.   Det ligger i provinsen Provincia de León och regionen Kastilien och Leon, i den nordvästra delen av landet, 300 km nordväst om huvudstaden Madrid. Castillo De Los Templarios ligger 537 meter över havet.
Terrängen runt Castillo De Los Templarios är kuperad åt sydost, men åt nordväst är den platt. Runt Castillo De Los Templarios är det ganska tätbefolkat, med 199 invånare per kvadratkilometer. Närmaste större samhälle är Ponferrada, 0,38 km nordväst om Castillo De Los Templarios. I omgivningarna runt Castillo De Los Templarios växer i huvudsak blandskog.